# Echinarmadillidium fruxgalii
Echinarmadillidium fruxgalii är en kräftdjursart som först beskrevs av Karl Wilhelm Verhoeff 1900.  Echinarmadillidium fruxgalii ingår i släktet Echinarmadillidium och familjen klotgråsuggor. Inga underarter finns listade i Catalogue of Life.